# Орґана (харонський кратер)
Орґана (англ. Organa) — кратер на Хароні – супутнику Плутона. Його неофіційно названо на честь принцеси Леї Орґани із «Зоряних воєн». 

## Поява
Орґана й земля, що вилетіла при ударі, показує інфрачервоне поглинання на довжинах хвиль близько 2,2 мкм, що вказує на наявність великої кількості замерзлого аміаку. Це неповторне явище на Хароні. Навіть інфрачервоний спектр кратера Скайвокера, що недалеко від Орґани, подібний до спектру інших кратерів і всієї поверхні Харона, що має прикмети звичайної водяної криги. Джерела амоніку досі не з’ясовано. По-перше, кратер Орґани може бути наймолодшим на всьому супутнику, адже амоніак іще не зник (але за умови, що той розташований під шаром ґрунту, з’явившись через удар метеорита). По-друге, сам метеорит міг містити амоніак. По-третє, вік кратеру може бути такий самий, як і інших, але так сталося, що дана ділянка землі містить велику кількість аміаку.

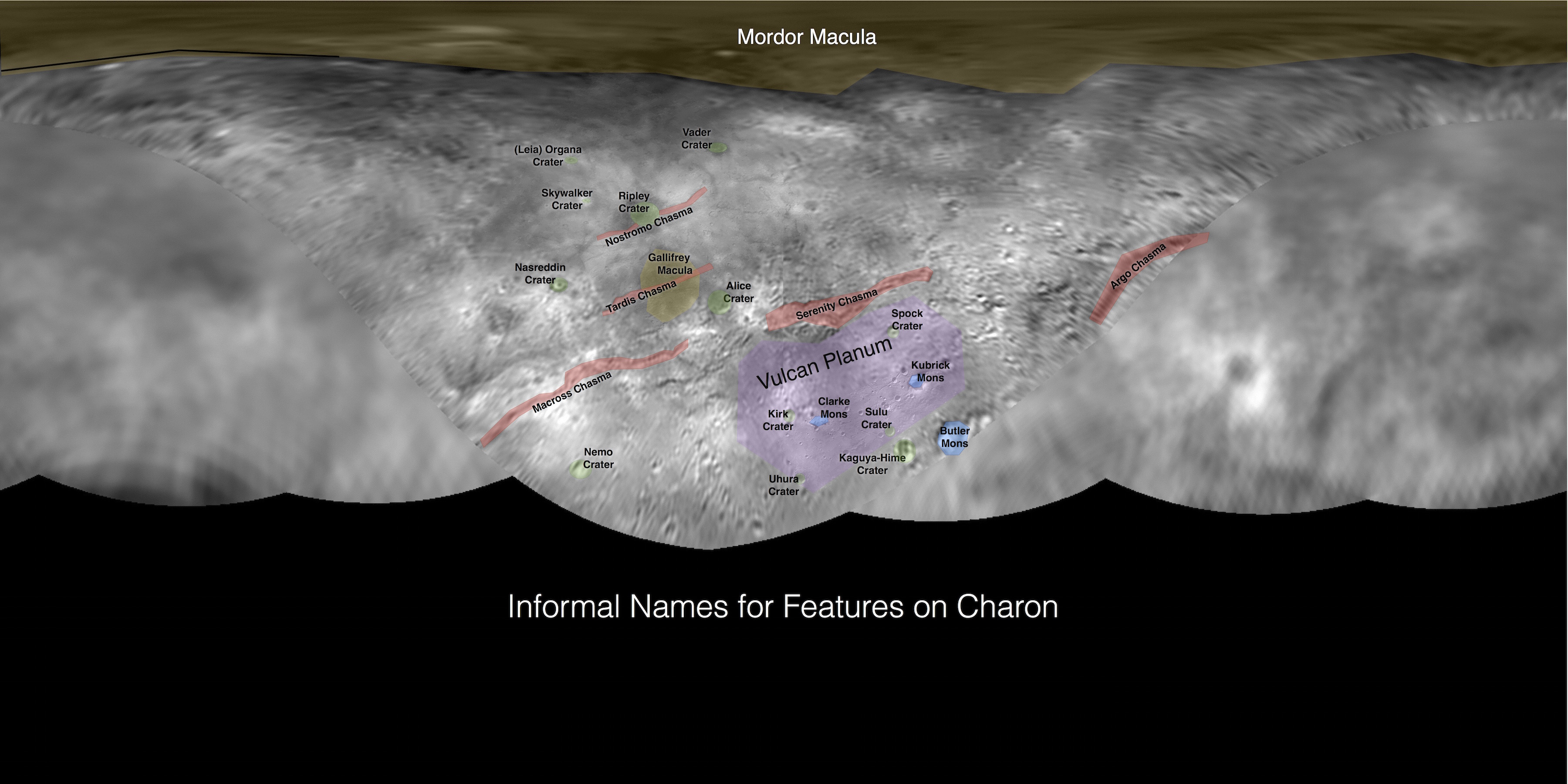
Мапа неофіційних назв об’єктів Харона.
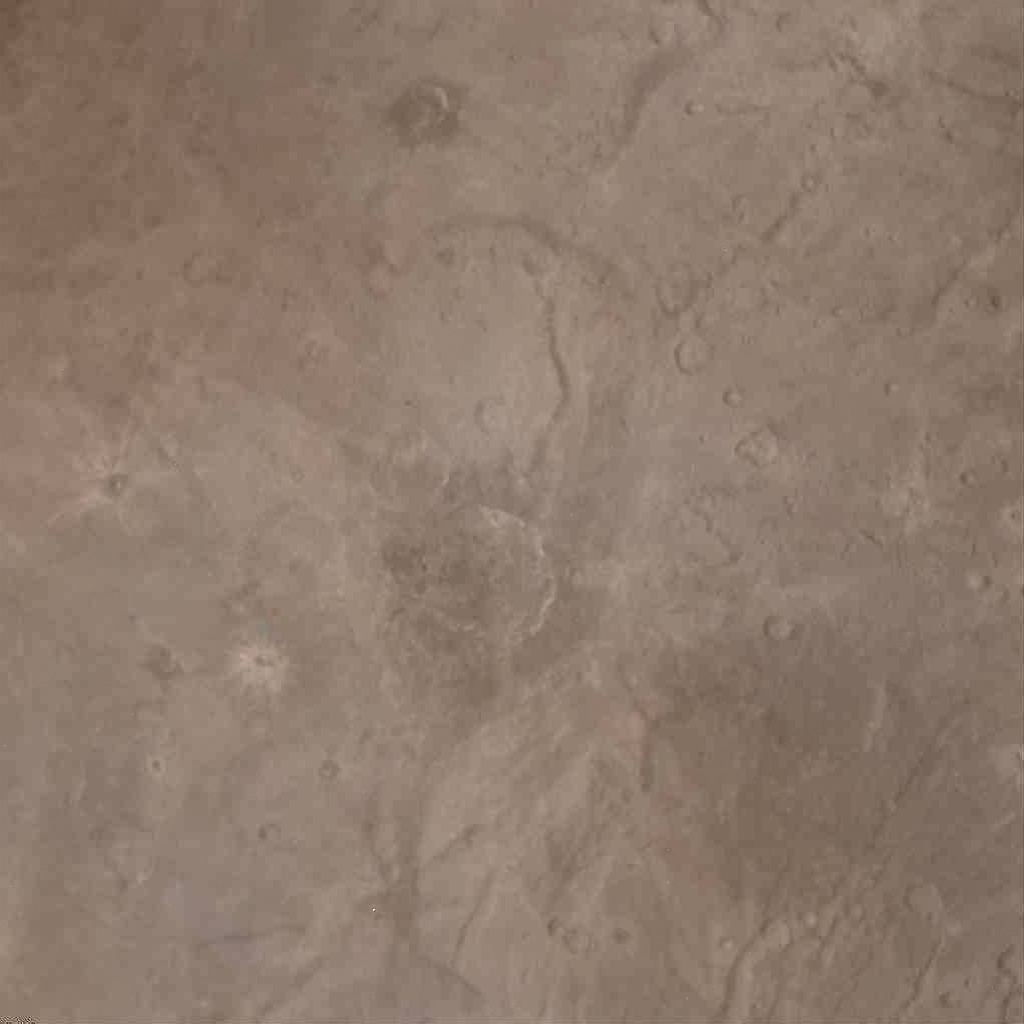
Посередині розташований кратер Ріплі, що його прямовисно перетинає долина Ностромо. Угорі розташований кратер Вейдера, лівобіч – кратер Орґани, а між нею та Ріплі трохи нижче – кратер Скайвокера.